# Ex Casa Genzini
L'ex Casa Genzini (già Zurla, Valenti) è una dimora storica di Crema.

## Storia

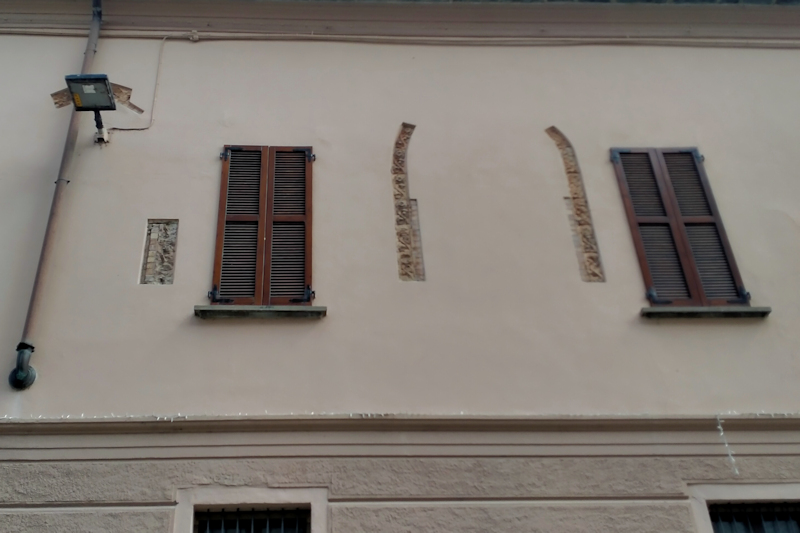
Elementi architettonici di antica origine sulla facciata.

La conformazione attuale è frutto dell'accorpamento di due distinte abitazioni. 

### La porzione a mattina
Osservando la fronte è la porzione a sinistra del portale la più antica come dimostrano i brani architettonici lasciati in vista dopo gli ultimi restauri novecenteschi.
Il primo documento noto, ad ogni modo, risale al 1465 quando venne redatto un atto nella casa dei fratelli Michele ed Achille Zurla; lo Stato d'anime del 1596 conferma la presenza nella parrocchia del Duomo di due nuclei della famiglia Zurla dei quali probabilmente Laura era quella che risiedeva nella dimora in esame.
Nel 1667 Pietro Donato Zurla vendeva lo stabile ad Agostino Valenti per la somma di 10 mila lire.

### La porzione a sera
La porzione a destra del portale, invece, è documentata dalla fine del Cinquecento come abitazione d’affitto di proprietà Premoli.
Ancora nel 1685 la divisione in due distinte abitazioni è testimoniata dall’estimo catastale.

### Unificazione
L'anno in cui i Valenti acquistarono la casa Premoli è sconosciuto; indi, unificarono le due proprietà e la famiglia abitò in questo stabile fino a gli inizi del Novecento: la nobildonna Ancilla Valenti era deceduta nel 1885 mentre il marito Filippo Scarpini (nel frattempo risposatosi con Enrichetta Fiorani) scomparve nel 1903.
Dopo la morte dello Scarpini lo stabile fu acquistato da Secondo Bettinelli, quindi alla sua scomparsa avvenuta nel 1923 la porzione di abitazione posteriore affacciata su Via Forte venne venduta a monsignor Francesco Bozzi, il quale poi la cedette alla società L’Assunta (anno 1929) e da questa alla parrocchia del Duomo (anno 1939); ora è parte integrante dell'oratorio.
Il lato affacciato su via Frecavalli, invece, fu acquistato dal dottor Luigi Urbano e dopo la sua morte, avvenuta nel 1966, passò alla famiglia Genzini.

### Caratteristiche

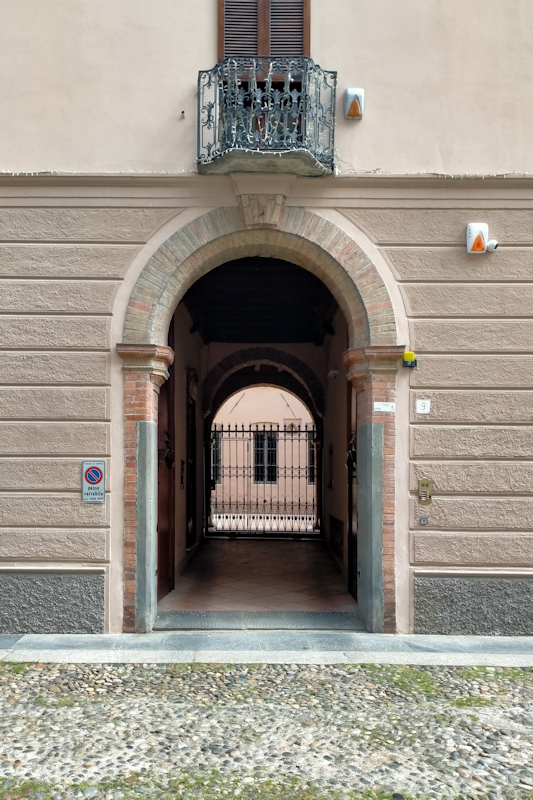
Il portale.

L'aspetto esterno attuale è conseguenza di un riordino del 1854 voluto da Ancilla Valenti.
Il portale ha un arco a tutto sesto in cotto con capitelli che sostengono una mensola; rompe la continuità delle fasce orizzontali in intonaco con finitura in cemento strollato che caratterizzano tutto il piano terra e si apre su un cortile porticato.
Il piano superiore presenta semplici finestre senza cornici; unico elemento di rilievo è il balconcino centrale con ringhiera in ferro battuto.
Gli interni presentano le maggiori discontinuità tra le due parti: rispetto alla porzione a sera, quella a mattina ha differenze di quota, murature più spesse, aperture interne di diverse dimensioni ed è provvista di cantina.
Secondo l'inventariazione SIRBeC la dimora ha ospitato fino al 1970 l'olio su tela Deposizione di Cristo dalla croce di Gian Giacomo Barbelli ora conservata presso il Museo civico di Crema e del Cremasco.